# دزیره باستین
دزیره باستین (به انگلیسی: Désiré Bastin) بازیکن فوتبال اهل بلژیک و عضو تیم ملی فوتبال بلژیک است که در تاریخ ۳۱ اوت ۱۹۲۰ میلادی اولین بازی ملی‌اش را مقابل تیم ملی فوتبال هلند انجام داد. او در ۳۳ بازی ملی حضور داشت و جمعاً ۲۹۷۰ دقیقه برای تیم ملی فوتبال بلژیک به میدان رفت. دزیره باستین آخرین بازی ملی خود را در تاریخ ۱۷ آوریل ۱۹۳۲ میلادی در برابر تیم ملی فوتبال هلند انجام داد. وی در بازی‌های ملی‌اش ۷ گل به ثمر رساند.